# Строганов, Николай Сергеевич
Никола́й Сергее́вич Стро́ганов (30 сентября 1836, Санкт-Петербург — 23 июня 1906, Нарни, Италия) — русский аристократ из рода Строгановых, удостоенный придворных званий камер-юнкера (1861), камергера (1884) и «в должности шталмейстера» (1889). Действительный статский советник (1888).

## Биография

### Происхождение и образование
Николай Сергеевич Строганов родился 30 сентября 1836 года в Санкт-Петербурге и был младшим из детей в семье Сергея Григорьевича Строганова и Наталии Павловны Строгановой, дочери П. А. Строганова и С. В. Голицыной.
Выпускник Императорского Московского университета.

### Служба
В 1874 году Строганов был назначен на должность мирового судьи Царскосельского уезда, на которую переизбирался несколько раз. В 1887 году Строганов был избран предводителем дворянства этого уезда.
С 1888 года — действительный статский советник.

### Смерть
Скончался 23 июня 1906 года в Нарни в возрасте 69 лет. Был похоронен рядом с женой в Сергиевой Приморской пустыни под церковью Святого Сергия.

## Семья
В 1863 году Николай Сергеевич женился на Софье Илларионовне Васильчиковой (14.02.1841 — 30.06.1871), дочери князя Иллариона Илларионовича Васильчикова и княжны Екатерины Алексеевны Щербатовой. После смерти отца его супруга унаследовала богатое имение Орлино, в котором располагалась усадьба, построенная в 1770-е годы. Брак Николая Сергеевича и Софьи Илларионовны был бездетен.
В 1871 году Софья Илларионовна умерла от чахотки в возрасте 30 лет.

## Строительство и благотворительность
При Николае Строганове в Орлино, которое принадлежало его супруге Софии Илларионовне, был перестроен господский дом и возведены служебные постройки, а также в имении появился водопровод и каменная водонапорная башня. В 1867 году в Орлине была построена частная школа, в которой Николай Строганов после смерти супруги был почётным попечителем.
В 1872 году Николай Строганов в память о своей супруге построил в поместье народную больницу с приёмным покоем и аптекой.
В 1905 году Строганов основал в Орлине библиотеку-читальню и общественный летний театр с танцевальным залом. В том же году по его инициативе в Орлине была основана пожарная дружина, которая состояла из местных крестьян. Эта дружина носила название «Строгановская пожарная дружина», название которой сохранилось до Октябрьской революции.